# Poule d'Écosse
Pour les articles homonymes, voir Scotch.
La poule d'Écosse ou poule écossaise (en anglais : Scots Grey litt. « Écossaise grise ») est une race de poule domestique, originaire d'Écosse. Elle figure parmi les 108 races de poule reconnues du British Poultry Standard.

## Origine
Elle est originaire d'Écosse, au Royaume-Uni.